# Casas Grandes
Casas Grandes là một đô thị thuộc bang Chihuahua, México. Năm 2005, dân số của đô thị này là 8413 người.